# آرامگاه سید گتمیر
بقعه سید گتمیر مربوط به دوره صفوی - دوره قاجار است و در شهرستان دماوند، شهرآبسرد واقع شده و این اثر در تاریخ ۱۰ خرداد ۱۳۸۲ با شمارهٔ ثبت ۸۶۸۵ به‌عنوان یکی از آثار ملی ایران به ثبت رسیده است. در دوران قاجار نام این امامزاده به کَتَ میر مشهور بوده است که به زبان مازندرانی به معنی میر بزرگ است. 